# Diaphus effulgens
Diaphus effulgens es una especie de pez linterna perteneciente al género Diaphus,  de la subfamilia Lampanyctinae. Fue descrita por Goode & Bean en 1896.
Especie inofensiva para el ser humano.

## Descripción
Longitud estándar de 15 centímetros.

## Distribución y hábitat
Se distribuye por Estados Unidos, el sudeste asiático, Nueva Gales del Sur, Australia y Nueva Zelanda.  Pacífico central y sudoriental. Puede alcanzar profundidades de 6000 metros. Desova en aguas profundas durante la primavera.